# Daniel Casey
Daniel Casey, angleški igralec, * 1. junij 1972, Anglija, Združeno kraljestvo.
Casey je najbolj poznan po vlogi narednika Gavina Troyja v britanski televizijski seriji kriminalnih filmov Umori na podeželju. Odigral je tudi vlogo Anthonyja Coxa v nadaljevanki Our Friends in the North. Podpisal se je tudi pod vlogo gasilca Tonyja Barnesa v ITV gasilski seriji Steel River Blues iz leta 2004. Odrasel je v mestu Stockton-on-Tees in obiskoval šolo Grey College Univerze Durham. Diplomiral je iz angleške književnosti in se nato preusmeril v igralsko kariero.
Daniel je sin novinarja in televizijskega voditelja Lukea Caseyja. Danielu in ženi Ellie se je 10. junija 2006 rodil sin Raferty.